# 이상엽 (디자이너)
이상엽(李相燁, 1969년 11월 22일~)은 대한민국의 자동차 디자이너이다. 벤틀리 플라잉 스퍼, 벤틀리 컨티넨탈 GT와 같은 차량들을 디자인했다. 2022년부터 현대자동차 현대제네시스글로벌디자인담당을 맡고 있다.

## 생애
벤틀리, 페라리, 포르쉐 등 글로벌 4개 완성차 그룹의 15개 브랜드에서 자동차를 디자인했다.
- 1999년: 아트 센터 칼리지 오브 디자인(ACCD) 운송디자인학 졸업
- 1999년: GM 입사
- 2009년: 미국 폭스바겐그룹 수석 디자이너
- 2012년: 벤틀리 디자인 총괄
- 2016년: 현대 제네시스 스타일링 담당
- 2019년: 현대 제네시스 글로벌 디자인 담당 전무
- 2022년: 현대 제네시스 글로벌 디자인 담당 부사장